# Ochrodota affinis
Ochrodota affinis är en fjärilsart som beskrevs av Rothschild 1909. Ochrodota affinis ingår i släktet Ochrodota och familjen björnspinnare. Inga underarter finns listade i Catalogue of Life.